# コッリ・アルバーニ駅
コッリ・アルバーニ駅 (Colli Albani)はローマ地下鉄A線の駅の一つである。
駅はアッピア新街道上のカーヴェ通り付近にある広場のラルゴ・コッリ・アルバーニにある。

## 周辺
- トゥスコラーナ通り
- アッピア街道州立公園
  - アッピア旧街道
  - スキピオの墓地
  - サン・セバスティアーノ門
  - ゲタの墓
  - ドミネ・クオ・ヴァディス教会
  - プリシッラの墓
  - サン・カッリストのカタコンベ
  - サン・セバスティアーノ聖堂のカタコンベ
  - サンタ・ドミティッラのカタコンベ
  - マクセンティウス帝の別荘
  - チェチーリア・メテッラの霊廟とカストルム・カエターニとサン・ニコーラ教会